# Peter Oppegard
Peter Allen Oppegard (Knoxville, Tennessee, 23 de agosto de 1959) é um ex-patinador artístico norte-americano, que competiu em provas de duplas. Ele conquistou uma medalha de bronze olímpica em 1988 ao lado da parceira Jill Watson, e uma medalha de bronze em campeonatos mundiais.

## Principais resultados

### Com Jill Watson
| Resultados                                            | Resultados      | Resultados       | Resultados        | Resultados        | Resultados    | Resultados    | Resultados    | Resultados    | Resultados    | Resultados    | Resultados    | Resultados    |
| Internacional                                         | Internacional   | Internacional    | Internacional     | Internacional     | Internacional | Internacional | Internacional | Internacional | Internacional | Internacional | Internacional | Internacional |
| Evento/Temporada                                      | 1984– 1985      | 1985– 1986       | 1986– 1987        | 1987– 1988        |               |               |               |               |               |               |               |               |
| ----------------------------------------------------- | --------------- | ---------------- | ----------------- | ----------------- | ------------- | ------------- | ------------- | ------------- | ------------- | ------------- | ------------- | ------------- |
| Jogos Olímpicos                                       |                 |                  |                   | Medalha de bronze |               |               |               |               |               |               |               |               |
| Campeonato Mundial                                    | 4.º             | 6.º              | Medalha de bronze | 6.º               |               |               |               |               |               |               |               |               |
| Fujifilm Trophy                                       |                 |                  |                   | Medalha de ouro   |               |               |               |               |               |               |               |               |
| NHK Trophy                                            |                 |                  | Medalha de prata  |                   |               |               |               |               |               |               |               |               |
| Skate America                                         |                 | Medalha de ouro  |                   |                   |               |               |               |               |               |               |               |               |
| Nacional                                              |                 |                  |                   |                   |               |               |               |               |               |               |               |               |
| Campeonato dos Estados Unidos                         | Medalha de ouro | Medalha de prata | Medalha de ouro   | Medalha de ouro   |               |               |               |               |               |               |               |               |
|                                                       |                 |                  |                   |                   |               |               |               |               |               |               |               |               |
| Legenda: Competição não foi disputada nesta temporada |                 |                  |                   |                   |               |               |               |               |               |               |               |               |